# Pierre Ducrocq
Pierre Ducrocq (Pontoise, Francia, 18 de diciembre de 1976) es un exfutbolista francés. Juega de defensa y actualmente está sin equipo. 

## Clubes
| Club                | País       | Año       |
| ------------------- | ---------- | --------- |
| Paris Saint-Germain | Francia    | 1994-1996 |
| Stade Laval         | Francia    | 1996-1997 |
| Paris Saint Germain | Francia    | 1997-2001 |
| Derby County        | Inglaterra | 2001-2002 |
| Le Havre AC         | Francia    | 2002-2007 |
| RC Strasburgo       | Francia    | 2007-2009 |
| AO Kavala           | Grecia     | 2009-2011 |

## Palmarés

### Campeonatos nacionales
| Título                     | Club                | País    | Año  |
| -------------------------- | ------------------- | ------- | ---- |
| Copa de Francia            | Paris Saint Germain | Francia | 1998 |
| Copa de la Liga de Francia | Paris Saint Germain | Francia | 1998 |